# La Regañada
La Regañada es una entidad de población española del municipio de Morille, perteneciente a la provincia de Salamanca, en la comunidad autónoma de Castilla y León.

## Toponimia
El lugar puede aparecer referido como «La Regañada» y «Regañada».

## Historia
Hacia mediados del siglo XIX, el lugar, una alquería ya por entonces perteneciente a Morille, tenía contabilizada una población de tres habitantes. Aparece descrito en el decimotercer volumen del Diccionario geográfico-estadístico-histórico de España y sus posesiones de Ultramar de Pascual Madoz con las siguientes palabras:

REGAÑADA: alq. en la prov. de Salamanca, part. jud. de Alba de Tormes, térm. municipal de Morille. pobl.: 1 vec., 3 almas.
(Madoz, 1849, p. 397)

En 2023, la entidad singular de población tenía empadronados dos habitantes.